# Kritička geografija
Kritička geografija je grana antropogeografije čiji se razvoj može označiti kao jedna od četiriju glavnih prekretnica u povijesti geografije (ostale tri su okolinski determinizam, regionalna geografija i kvantitativna revolucija). Iako postpozitivistički pristupi ostaju važni u geografiji, kritička geografija nastala je kao kritika pozitivizma uvedenog kvantitativnom revolucijom.
Iz antropogeografije su proizašle dvije glavne škole mišljenja i jedna postojeća škola (bihevioralna geografija) koja se nakratko vratila. Bihevioralna geografija pokušavala se suprotstaviti percipiranoj težnji kvantitativne geografije da se bavi čovječanstvom kao statističkim fenomenom. Razvijala se kratko tijekom 1970-ih i tražila je način kojim će omogućiti veće razumijevanje kako ljudi percipiraju mjesta i donose lokacijske odluke, te je pokušavala osporiti matematičke modele društva, posebice uporabu ekonometrijskih tehnika. Međutim nedostatak zvučne teoretske baze učinio je bihevioralnu geografiju podložnom kritici koja ju je označila čisto deskriptivnom disciplinom čije je značenje bilo tek malo veće od popisivanja prostornih svojstava.
Radikalna geografija pojavila se tijekom 1970-ih i 1980-ih kada je nedostatnost bihevioralističkih metoda postala jasnom. Ona se pokušavala suprotstaviti pozitivističkim kvantitativnim metodama pomoću normativnih tehnika iscrtanih iz marksističke teorije: kvantitativne metode, prema njenom shvaćanju, nisu bile korisne sve dok nije ponuđena alternativa ili rješenje za određeni problem.
Posljednja i, nedvojbeno, najuspješnija od triju škola bila je humanistička geografija koja je u početku tvorila dio bihevioralne geografije ali se fundamentalno suprotstavljala uporabi kvantitativnih metoda u istraživanju ljudskog ponašanja i mišljenja u korist kvalitativne analize. Humanistička geografija koristila je mnoge tehnike koje koriste humanističke znanosti poput analize izvora i uporabe teksta i literature kako bi se pokušalo 'prodrijeti u razum' subjek(a)ta. Štoviše, kulturna geografija ponovo je oživjela kako su se počela pojavljivati nova područja proučavanja unutar humanističke geografije poput feminističke geografije, postmodernističke i poststrukturalističke geografije.

## Preporuka za čitanje
- Critical Geographies: A Collection of Readings, Praxis (e)Press, Harald Bauder and Salvatore Engel-di Mauro (eds.) (http://www.praxis-epress.org/availablebooks/introcriticalgeog.html  Arhivirana inačica izvorne stranice od 31. srpnja 2018. (Wayback Machine))
- Social Justice and the City, Ira Katznelson (Foreword), David Harvey, Blackwell Publishers, ISBN 0-631-16476-6
- "Antipode", A Radical Journal of Geography, Blackwell Publishing  Arhivirana inačica izvorne stranice od 12. prosinca 2008. (Wayback Machine)
- ACME: An International E-Journal for Critical Geographies (http://www.acme-journal.org)

## Više informacija
- Geografija
- Povijest geografije
- Kvantitativna revolucija
- Okolinski determinizam
- Regionalna geografija
- Feministička geografija
- Bihevioralna geografija
- Kritička geopolitika